# Benthodytes incerta
Benthodytes incerta är en sjögurkeart som beskrevs av Johan Hjalmar Théel 1882. Benthodytes incerta ingår i släktet Benthodytes och familjen Psychropotidae. Inga underarter finns listade i Catalogue of Life.